# KAIST의 사건과 사고

## 2012년

### 교수 고소
2012년 3월 8일에는 특허도용 의혹을 제기한 4명의 교수들을 서남표 총장이 둔산경찰서에 고소하였다. 이 사건은 현재 수사가 진행 중이다.

## 2011년

### 연쇄 자살 사건과 비상학생총회

#### 총회 개최에 이르기까지
2011년 1월 초 전문계 고등학교 출신으로 '로봇 영재'로 불리던 학생이 자살하는 사건을 시작으로, 학생 4명과 교수 1명이 잇따라 자살하는 사건이 일어났다. 외부 언론에서는 이같은 자살 사건의 원인이 '서남표식 개혁'으로 일컬어지는 일련의 개혁의 부작용이라고 주장하였다. 이전부터 이 개혁안은 학내의 반발을 불러 일으켰고, 교육에 대한 자본주의식 접근이라는 비판을 받아왔다.
 특히 학생 자살의 주요 원인으로 개혁안 중 가장 큰 비판의 대상이 되었던 징벌적 수업료 제도와, 전 수업 영어 강의 정책 등이 지적되었다.
이후 학생회에서는 4월 6일 정기 중앙운영위원회에서 적극적인 의사 표명이 필요하다는 것에 공감하고, 학생들의 의견을 강력하고 공식적으로 표명하기 위해서 비상학생총회를 열기로 결정하였다. 중앙운영위원들은 4월 14일경 전체학생대표자회의를 소집하고 그 때까지 학부총학생회와 각 학과 학생회가 비상학생총회 안건 상정을 위한 학우들의 의견을 취합하기로 결의하였다.
4월 7일 오후에 네 번째 학생의 자살 소식이 들려오면서 학교에서는 총장 간담회의 취소를 알려왔고, 한편 서남표 총장은 긴급 기자회견에서 서남표 총장은 차등 등록금 폐지 등 일부 제도의 실패를 인정하면서도, 근본적인 철학에 대해서는 바꿀 의지가 없음을 표명하였다. 목요일 밤 늦게 학교에서는 총장 간담회의 예정대로의 강행을 제안해 왔고, 학부총학생회에서는 이를 받아들였다.
4월 10일에는 임시 중앙운영위원회가 열려 급변하는 상황 속에서 비상학생총회가 최대한 빠른 시일 내에 열려 학우대중의 중론을 보여야 한다는 공감대가 형성되었고, 이날 밤 10시에 13일에 비상학생총회 개최가 확정되었다.

#### 총회 결과
비상학생총회에서는 학교 정책 결정 과정에서의 학생 대표의 참여와 의결권을 보장하고, 경쟁 위주 제도 개혁안의 실패 인정을 요구할 것인지에 대한 여부와, 학생활동의 자율성을 침해하는 원규의 개정, 차등 수업료 제도의 폐지, 전면 영어강의 방침 개정 등 그간 학내에서 요구되던 여러 안건을 공식적으로 이행할 것을 요구할 것인지에 대한 여부를 놓고 토론이 진행되었다. 총회에는 전체 학생 3961명 중 890명이 참여하였으며 이 총회에서 결정된 사안은 다음과 같다.
| 순번 | 안건                                                                              | 안건 | 결과                             |
| ---- | --------------------------------------------------------------------------------- | --- | -------------------------------- |
| 1    | 학교 정책 결정과정에서 학생대표들의 참여와 의결권을 보장하도록 제도화할 것을 요구 | 학교 정책 결정과정에서 학생대표들의 참여와 의결권을 보장하도록 제도화할 것을 요구 | 가결                             |
| 2    | 학교 당국의 "경쟁 위주의 제도 개혁"의 실패 인정을 요구                            | 학교 당국의 "경쟁 위주의 제도 개혁"의 실패 인정을 요구 | 부결                             |
| 3    | 학생사회의 통합 요구안 이행 요구                                                  | 학생사회의 통합 요구안 이행 요구 | 학생사회의 통합 요구안 이행 요구 |
| 3    | 1                                                                                 | 학생활동의 자율성을 침해하는 원규 개정 | 가결                             |
| 3    | 2                                                                                 | 차등수업료 제도 폐지 | 가결                             |
| 3    | 3                                                                                 | 교육 환경 개선 요구안 1. 재수강 횟수 제한 폐지 2. 전면 영어강의 방침 개정 3. 계절학기 수업 증설과 계절학기 수업료의 07년도 이전 수준 환원 4. 인문사회선택과목 증설 5. 부전공/복수전공 연차초과 유예 제도를 포함한 제반 정책 마련 6. 1학년의 경우 학사경고를 받은 학생들에게 학업적으로 도움을 주기 위한 제도적 보완책 강화 | 가결                             |
| 3    | 4                                                                                 | 복지 및 문화생활 개선 요구안 1. 차상위 계층에게 대출이 아닌 다른 등록금 지원안 마련 2. 공동체 문화 증진(과, 동아리 등)을 위한 제도 및 지원안 마련 3. 삶의 질 향상을 위한 복지시설(스포츠 시설. 상담시설 등) 확충 및 개선                                                                                                   | 가결                             |
| 3    | 5                                                                                 | 2007년 이후 지금까지 5년 넘게 진행된 개혁에 대한 평가 진행팀 구성 및 평가보고서 작성/공개 | 가결                             |
| 3    | 6                                                                                 | 차기 총장 선출시 학생 투표권 보장 | 가결                             |

총회 결과에 대해 서남표 총장은 4월 16일 이메일을 통해“총학생회에서 요구한 사항들은 다음주(2011년 4월 18일)부터 활동하게 될 'KAIST 혁신비상위원회'에서 검토할 수 있도록 'KAIST 혁신비상위원회'의 안건으로 상정하는 것이 좋겠다.” 고 답변하였다. 이에 대해 학부 총학생회는 학부 총학생회 홈페이지에 다음과 같이 입장을 표명하였다.
학부 총학생회에서는 비상학생총회에서 결정된 요구안에 대해서 서남표 총장이 얼마나 진정성 있게 받아들였는지 의문을 표하고, 짧게 답변을 준 부분에 대해서 유감을 표합니다. 학우들의 총의가 모인 비상학생총회에서 결정된 안이고, 어느 정도는 서남표 총장이 결정할 수 있는 권한이 있음에도 불구하고, 이러한 것을 혁신비상위원회로 책임을 돌리는 것에 대해서 대단히 안타깝게 생각합니다. 하지만, 혁신비상위원회 구성이 완료되었고, 혁신비상위원회의 결론을 총장이 무조건 수용하기로 한 만큼 한 번 더 서남표 총장을 믿고 혁신비상위원회에서 논의하기로 하였습니다.

## 2008년

### 학생 고소 논란
2008년에는 학교 정책의 문제를 비판한 학생을 학교측이 고발하여 논란에 휩싸이기도 하였다. 이 사건은 자신을 "카이스트에 재학 중인 05학번 학생"이라고 소개한 한 학부생이 2008년 11월 '카이스트 서남표 총장 및 학교의 횡포를 고발합니다.'라는 제목의 글을 자신의 블로그에 게시하면서 시작되었으며, 이 글이 블로거뉴스 등으로 퍼지며 많은 관심을 일으키자
학교측은 해당 학생이 "왜곡된 사실을 인터넷에 게시하고 있다"며 명예훼손으로 고소하였다.
이러한 사실이 지속적으로 기사화되면서
민주당 김영진 의원이 성명서를 내는 등 논란이 계속되자
학교 측은 "신원을 확인하기 위함이었을 뿐" 이라며 고소를 취하하였다.
이 사건은 비슷한 시기에 일어난 미네르바 사건과 비슷하여 '카이스트판 미네르바 사건'이라고 이름붙여졌다.

## 참조
1. ↑  “카이스트의 비극, 조선일보에 책임을 묻는다”. 미디어오늘. 2011년 4월 8일.
2. ↑  “KAIST 서남표 총장 메시지 놓고 학생들 반발”. 연합뉴스. 2011년 4월 6일.
3. 1 2 3  “KAIST 총학생회 경과보고”. 2011년 11월 18일에 원본 문서에서 보존된 문서. 2013년 11월 18일에 확인함.
4. ↑  “KAIST 총학생회 비상학생총회 결과보고”. 2011년 11월 18일에 원본 문서에서 보존된 문서. 2013년 11월 18일에 확인함.
5. ↑  “비상학생총회 요구안에대한 서남표 총장의 답변”. 2011년 11월 18일에 원본 문서에서 보존된 문서. 2013년 11월 18일에 확인함.
6. ↑  “서남표 총장의 답변에대한 학부총학생회의 입장”. 2011년 11월 18일에 원본 문서에서 보존된 문서. 2013년 11월 18일에 확인함.
7. ↑  “카이스트 서남표 총장 및 학교의 횡포를 고발합니다.”. 2011년 11월 18일에 원본 문서에서 보존된 문서. 2013년 11월 18일에 확인함.
8. ↑  “카이스트의 부당한 횡포를 고발하는 한 학우의 다음 블로거 뉴스를 퍼왔습니다”. 2015년 6월 10일에 원본 문서에서 보존된 문서. 2013년 11월 18일에 확인함.
9. ↑  “KAIST판 '미네르바 사건' 서남표 총장, 비난글 포털에 올린 학생 고소해 논란”. 한국일보. 2009년 1월 31일. 2011년 11월 18일에 원본 문서에서 보존된 문서. 2013년 11월 18일에 확인함.
10. ↑  “한겨레 - 카이스트 총장 비판글 고소 파문”. 한겨레. 2009년 2월 1일.
11. ↑  “성명서 - ‘KAIST판 미네르바 사건’, 학교정책도 비판할 수 없는가?”. 2011년 11월 18일에 원본 문서에서 보존된 문서. 2013년 11월 18일에 확인함.
12. ↑  “KAIST, 학교 비판 학생 고소 취하”. 중도일보. 2009년 2월 3일.
13. ↑  “KAIST판 '미네르바 사건' 시끌”. 광남일보. 2009년 1월 31일.[깨진 링크(과거 내용 찾기)]